# Saint-Mathieu-de-Tréviers
 Saint-Mathieu-de-Tréviers  (en occitano Sant Matieu de Trevièrs) es una población y comuna francesa, situada en la región de Occitania, departamento de Hérault, en el distrito de Lodève y cantón de Saint-Gély-du-Fesc.

## Demografía
| 534 | 571 | 954 | 1505 | 2623 | 3713 | 4670 |
| Para los censos de 1962 a 1999 la población legal corresponde a la población sin duplicidades (Fuente: INSEE [Consultar]) |     |     |      |      |      |      |